# Jefferson Bellaguarda
Jefferson Cabral Bellaguarda (Salvador, 12 de setembro de 1976) é um ex-jogador de vôlei de praia brasileiro, naturalizado suíço, que competiu por ambos países e disputou os Jogos Olímpicos de Verão de 2012 representando a Suíça.

## Carreira
Aos 21 anos de idade começou a praticar o vôlei de praia, e estreou no Circuito Mundial em 1999 ao lado de  Carlos Arruda no Aberto de Vitória, quando finalizaram na quadragésima primeira colocação.
No ano de 2000 mudou de parceria, passando a competir ao lado de Paulo Moreira e aturam na edição correspondente do Circuito Mundial, alcançando a trigésima terceira no Aberto de Lignano, a décima sétima posição no Aberto de Tenerife, a nona colocação no Aberto de Marseille, quinta posição no Aberto de Espinho, quarta colocação no Aberto de Vitória, terceira posição no Aberto de Klagenfurt e  o vice-campeonato no Challenge de Xylokastro.
No Circuito Brasileiro de Vôlei de Praia de 2000, estiveram juntos e disputaram uma vaga para as semifinais da etapa de Porto Alegre, foram vice-campeões na etapa de Brasília, também disputaram a etapa de Vitória e foram vice-campeões e no geral finalizaram na quarta colocação do circuito.
Com Paulo Moreira competiu nas etapas do Circuito Mundial de 2001, ocupou a trigésima terceira posição nos Abertos de Tenerife, Stavanger, Ostende e Vitória,  mesmo posto que finalizaram na edição do Campeonato Mundial de Vôlei de Praia de 2001, realizado Klagenfurt, Áustria, ainda obtiveram a décima sétima colocação nos Abertos de Gstaad, Espinho e Mallorca, ainda finalizaram no décimo terceiro lugar no Aberto de Lignano, e os nonos lugares no Aberto de Berlim e no Grand Slam de Marseille.
A parceria se estendeu até 2001 também no cenário nacional quando disputaram etapas do Circuito Brasileiro de Vôlei de Praia. Na temporada de 2002 formou dupla com o Dagoberto “Juca” Dutra e competiram o Circuito Mundial finalizando a quinquagésima sétima colocação nos Abertos de Berlin e Gstaad, obtendo o título do Challenge de Kiev, terminaram na nona posição na etapa Satélite de Lausana e terminaram n quarta colocação no Aberto de Fortaleza.
Ao lado de Juca Dutra disputou etapa de Campos dos Goitacazes do Circuito Sul-Americano de Vôlei de Praia de 2002, na  arena da Praia do Farol de São Tomé. No Circuito Brasileiro de Vôlei de Praia de 2002 competiu ao lado de Juca na etapa de Maceió, na jornada de 2003 competiram no Circuito Mundial de Vôlei de Praia não pontuando nos Abertos de Gstaad e Espinho, também nos Grand Slams de Berlin e Marseille, além do décimo sétimo no Grand Slam de Klagenfurt, e tiveram melhor colocação a quarta posição no Aberto de Stavanger, ainda disputaram o Campeonato Mundial de Vôlei de Praia realizado no Rio de Janeiro, quando não avançaram para segunda fase da competição terminando na trigésima terceira posição.
Ainda com Juca disputou o Circuito Brasileiro de Vôlei de Praia de 2003, competiram na etapa principal de Campo Grande, conquistando o terceiro lugar na etapa de São José dos Campos e ao final das etapas terminaram na terceira posição geral.
Na temporada de 2004 iniciou o Circuito Brasileiro de Vôlei de Praia de ao lado de José Loiola, como na etapa de Ribeirão Preto, e neste ano casou-se com uma suíça e optou em residir na pátria dela e naturalizou-se, enquanto não podia competir por este país trabalhou numa fábrica de persianas, ficando sem competir por cinco anos a nível internacional, retornando em 2009.Já naturalizado suíço, voltou ai Brasil e formou dupla com Paulo Emílio Silva avançaram a etapa principal de Curitiba do Circuito Brasileiro de Vôlei de Praia de 2006.
Após receber o passaporte suíço em 2009 passou a competir pela Suíça, e formou dupla com Martin Laciga  quando disputaram o Circuito Europeu de Vôlei de Praia de 2009 terminando em sétimo lugar no Masters de Baden e o décimo terceiro lugar no Campeonato Europeu de Vôlei de Praia de 2009 em Sochi e estiveram juntos no Circuito Mundial de Vôlei de Praia de 2009, terminando na vigésima quinta posição no Aberto de Mysłowice, décimo sétimo lugar no Grand Slam de Klagenfurt, nono posto no Grand Slam de Marseille e Aberto de Stare Jablonki,  as sétimas colocações nos Abertos de Aland e Haia, o quinto lugar no Grand Slam de Gstaad, o terceiro lugar no Grand Slam de Moscou e a medalha de ouro na etapa satélite de Lausana.
No Circuito Mundial de Vôlei de Praia  de 2010 esteve novamente compondo dupla com Martin Laciga, terminando na vigésima quinta colocação nos Abertos de Mysłowice e Praga, também no Grand Slam de Moscou, o décimo sétimo posto obtido nos Grand Slams de Roma e Gstaad, a nona posição nos Abertos de Xangai e Haia, bem como nos Grand Slams de Stavanger, Klagenfurt e Stare Jablonki, ainda terminaram em sétimo no Aberto de Brasília e como melhor resultado finalizaram em quinto no Aberto de Marseille; ainda disputaram o Campeonato Europeu de Vôlei de Praia de 2010 em Berlin, finalizando na nona posição. foi campeão do Circuito Suíço de 2010 e eleito o melhor jogador da temporada.
Em 2011 anunciou a parceria com Patrick Heuscher terminando na quarta colocação no Campeonato Europeu de Vôlei de Praia em Kristiansand e no correspondente Circuito Mundial de Vôlei de Praia terminaram na décima sétima posição no Aberto de Brasília e no Grand Slam de Gstaad, mesmo posto obtido no Campeonato Mundial de Vôlei de Praia realizado em Roma, entre outros resultados obtiveram o nono posto nos Abertos de Xangai e  Agadir,  assim como no Grand Slam de Klagenfurt,  terminaram ainda na quinta posição nos Grand Slams de Stavanger e Stare Jablonki, conquistaram o terceiro lugar no Grand Slam de Pequim e o vice-campeonato no Grand Slam de Moscou.
Ao lado de Patrick Heuscher terminou na nona posição no Campeonato Europeu de Vôlei de Praia de 2012 sediado em Haia competiu no Circuito Mundial de Vôlei de Praia de 2012 conquistando o terceiro lugar na etapa satélite de Aalsmeer e o título da realizada em Lausana, terminando na vigésima quinta posição no Aberto de Mysłowice e nos Grand Slams de Pequim e Berlin, ainda finalizaram na décima sétima posição nos Grand Slam de Xangai e Moscou, na nona colocação no Grand Slam de Gstaad e o quinto lugar no Grand Slam de Roma.
Competiu  com Patrick Heuscher na edição dos Jogos Olímpicos de Verão de 2012 em Londres, eliminados nas oitavas de final pela dupla estadunidense Jacob Gibb e Sean Rosenthal e finalizaram na nona colocação.Em 2013 formou dupla com o brasileiro Rhooney Ferramenta quando disputaram o Circuito Suíço de Vôlei Praia  (Coop Beachtour) e conquistaram o sétimo lugar na etapa de Zurique.

## Títulos e resultados
- Etapa Satélite de Luasana:2012[6]
- Etapa Satélite de Luasana:2009[6]
- Grand Slam de Moscou:2011[6]
- Etapa Challenge de Kiev:2002[6]
- Etapa Challenge de Xylokastro:2000[6]
- Etapa Satélite de Aalsmeer:2012[6]
- Grand Slam de Pequim:2011[6]
- Grand Slam de Moscou:2009[6]
- Etapa do Aberto de Klagenfurt:2000[6]
- Etapa do Aberto de Stavanger:2003[6]
- Etapa do Aberto de Fortaleza:2002[6]
- Etapa do Aberto de Vitória:2000[6]
- Campeonato Europeu:2011[34]
- Etapa de Campos dos Goitacazes do Circuito Sul-Americano de Vôlei de Praia:2002[21]
- Circuito Brasileiro de Vôlei de Praia:2003[26]
- Circuito Brasileiro de Vôlei de Praia:2000[15]
- Etapa de Vitória do Circuito Brasileiro de Vôlei de Praia:2000[13]
- Etapa de Brasília do Circuito Brasileiro de Vôlei de Praia:2000[8]
- Etapa de São José dos Campos do Circuito Brasileiro de Vôlei de Praia:2003[25]

## Premiações individuais
- 2010- MVP do Circuito Suíço de Vôlei de Praia